# Matthäus Müller (Theologe)
Matthäus Müller (* 16. Dezember 1846 in Wicker im Main-Taunus-Kreis; † 1. Juli 1925 im Kloster Marienhausen) war ein deutscher Theologe und Pädagoge sowie Gründer des Diözesan-Caritas-Verbandes des Bistums Limburg.

## Leben

### Werdegang und Wirken
Matthäus Müller wurde als Sohn des Mühlenbesitzers Johann Müller geboren und absolvierte nach dem Abitur am Gymnasium Hadamar von 1870 bis 1872 ein Studium der Philosophie und Theologie am Priesterseminar Mainz, u. a. bei Christoph Moufang und Paul Leopold Haffner. Dabei wurden ihm auch Kenntnisse in der Pädagogik und Psychologie vermittelt.
1873 erhielt er in Limburg an der Lahn die Priesterweihe, war anschließend ein halbes Jahr als Kaplan in Meudt im Westerwald eingesetzt und danach bis 1876 als Verwalter der Diözesan-Rettungsanstalt Marienstatt tätig. Im Mai 1884 wurde er zum Direktor der Einrichtung ernannt. Unter seiner Leitung vollzog sich 1889 der Umzug in das Kloster Marienhausen, wo 200 Kinder und Jugendliche (Knabenerziehungsanstalt) untergebracht waren. Müller verwirklichte hier seine pädagogischen Grundsätze und sorgte für eine menschenwürdige Grundsicherung der Existenz und elementare Schulbildung der Betreuten unter Anwendung eines individualisierten Erziehungsstils. Die damals übliche strenge Anstaltsdisziplin und allgemein gültige Strafverordnung kritisierte er und setzte an ihre Stelle, angelehnt an Don Bosco, ausgewogene Präventiv- und Strafmaßnahmen auf einer Basis des Vertrauens in der Interaktion von Erziehern und Betreuten. Er wollte die Betreuten auf der Grundlage von „Vernunft, Liebe und vor allem Religion“ für ein Leben in der Gesellschaft vorbereiten und sie zu praktizierenden Christen erziehen. Daneben strebte er die Heilung der vorgefundenen körperlichen, sittlichen und seelischen Schäden an. Neben der Grundschul- und Weiterbildung in eigenen und auswärtigen Handwerksbetrieben und einer ausgewogenen Freizeitbetätigung waren ihm eine sorgfältige Nachbetreuung der Heimentlassenen und die Integration der Familie im Resozialisationsprozess ein besonderes Anliegen. Nach der Einrichtung von Hilfs- und Ergänzungsklassen für die Kinder/Jugendlichen, neben der üblichen Volksschule, folgte 1893 die Gründung des St. Vinzenz-Stifts Aulhausen (Diözesan-Idiotenanstalt), deren Leitung er bis 1902 innehatte.
Am 30. November 1897 wurde in Wiesbaden kurz nach der Gründung des Deutschen Caritasverbandes unter dem Vorsitz von Müller der Diözesan-Caritasverband für das Bistum Limburg gegründet. Er war Deutschlands erster Diözesan-Caritas-Verband und Dachorganisation aller caritativen Einrichtungen der kirchlichen Gemeinschaften, Vereine und Pfarrgemeinden im Bistum.
Das Seraphische Liebeswerk wurde 1889 auf Müllers Anregung von Cyprian Fröhlich und Vorstandsmitgliedern des weltlichenVereins Dritter Orden gegründet. Dem vorausgegangen war ein „Bettelbrief“ eines ein Vorstandsmitglieds des Vereins, in dem Müller um die Aufnahme eines Kindes in seiner Einrichtung zu besonders günstigen Konditionen gebeten wurde. Er veröffentlichte diesen Brief ohne Wissen des Vereins im St.-Franziskus-Blatt, dessen Herausgeber er war, unter der Überschrift Ein seraphisches Liebeswerk. Die Resonanz und die positiven Rückmeldungen auf diese Veröffentlichung waren so stark, dass der Entschluss gefasst wurde, eine eigenständige Organisation aufzubauen.
Das seraphische Liebeswerk, das armen und verwahrlosten Kindern, die religiös oder sittlich gefährdet waren, Unterkunft, Versorgung und Ausbildung bot, war früher weltweit tätig und lebt heute nur noch in deutschsprachigen Ländern weiter. In Deutschland bestehen noch zwei Abteilungen dieses Förderwerkes, in Koblenz und in Altötting.

### Auszeichnungen
- 1898 Geistlicher Rat
- 1917 päpstlicher Hausprälat